# Granliden (naturreservat, Örnsköldsviks kommun)
Granlidens naturreservat ligger i Örnsköldsviks kommun, Björna socken. Det ligger 20 km nordväst om Hemling och omfattar cirka 90 hektar.

## Allmänt
Granliden är ett naturskogsartat granskogsområde med en hel del arter som är knutna till död ved.
Syftet med reservatet är att bevara biologisk mångfald och en värdefull naturmiljö, närmare bestämt en urskogsliknande naturskog, som har mycket döda stående och liggande träd. Naturreservatet är av Regeringen antaget som Natura 2000-område enligt habitatdirektivet. De naturtyper som bidragit till att göra Granliden till Natura 2000-område är skogbevuxen myr, västlig taiga och som det heter i beslutet ”öppna svagt välvda mossar, fattiga och intermediära kärr och gungflyn”.

## Namngivning
Lid är ett gammalt ord som betyder backe eller bergssluttning. Namnet Granliden är med andra ord en beskrivning av området och berget: "en granbevuxen bergssluttning".

## Brandpåverkad nordsluttning
Reservatet ligger mellan 260 och 400 meter över havet på Granlidens nordsluttning och domineras av barrblandskog. Flera fuktdråg, där vatten rinner stora delar av året, finns utmed sluttningen. I norr rinner Svartsjöbäcken. Mellan bäcken och den urskogsartade skogen finns ett smalt myrstråk.
Skogen domineras av naturskogsartad grandominerad blandskog med bitvis stort inslag av tall, björk och asp. Spritt i hela området finns sälgar i olika dimensioner och tallöverståndare som uppskattningsvis är över 250 år gamla. Sluttningen är brandpräglad efter en skogsbrand någon gång under 1800-talet. De fuktigare partierna har troligen undgått brand. Spår efter branden syns tydligt i form av brandljud i de gamla tallarna och det finns även spridda gamla brandstubbar.

## Naturskogens arter
Som i många gammelskogar finns det gott om naturskogsknutna arter i Granliden. På äldre granar växer ibland gammelgransskål (Pseudographis pinicola). På gamla sälgar finns lunglav, ofta tillsammans med stuplav. Två andra arter på sälg är doftticka och skrovellav. En raritet i Granliden är liten aspgelélav som växer på asp. En annan art som är knuten till asp är den relativt ovanliga stora asptickan.
I skogen finns gott om granlågor (låga = liggande dött träd) i olika grovlekar och nedbrytningsstadier. Dessa är huvudsakligen rötade av klibbticka men även ovanligare arter växer på dem. Rynkskinn, doftskinn, rosenticka, lappticka, violmussling och gränsticka är sådana exempel.
Här finns också den sällsynta och hotade skogsfrun (Epipogium aphyllum).
Den rika tillgången på död ved av olika trädarter, grovlekar och grader av nedbrytning, ger goda förutsättningar för en rik skalbaggsfauna. I reservatet finns den mycket sällsynta skalbaggen större barkplattbagge.

## Bilder

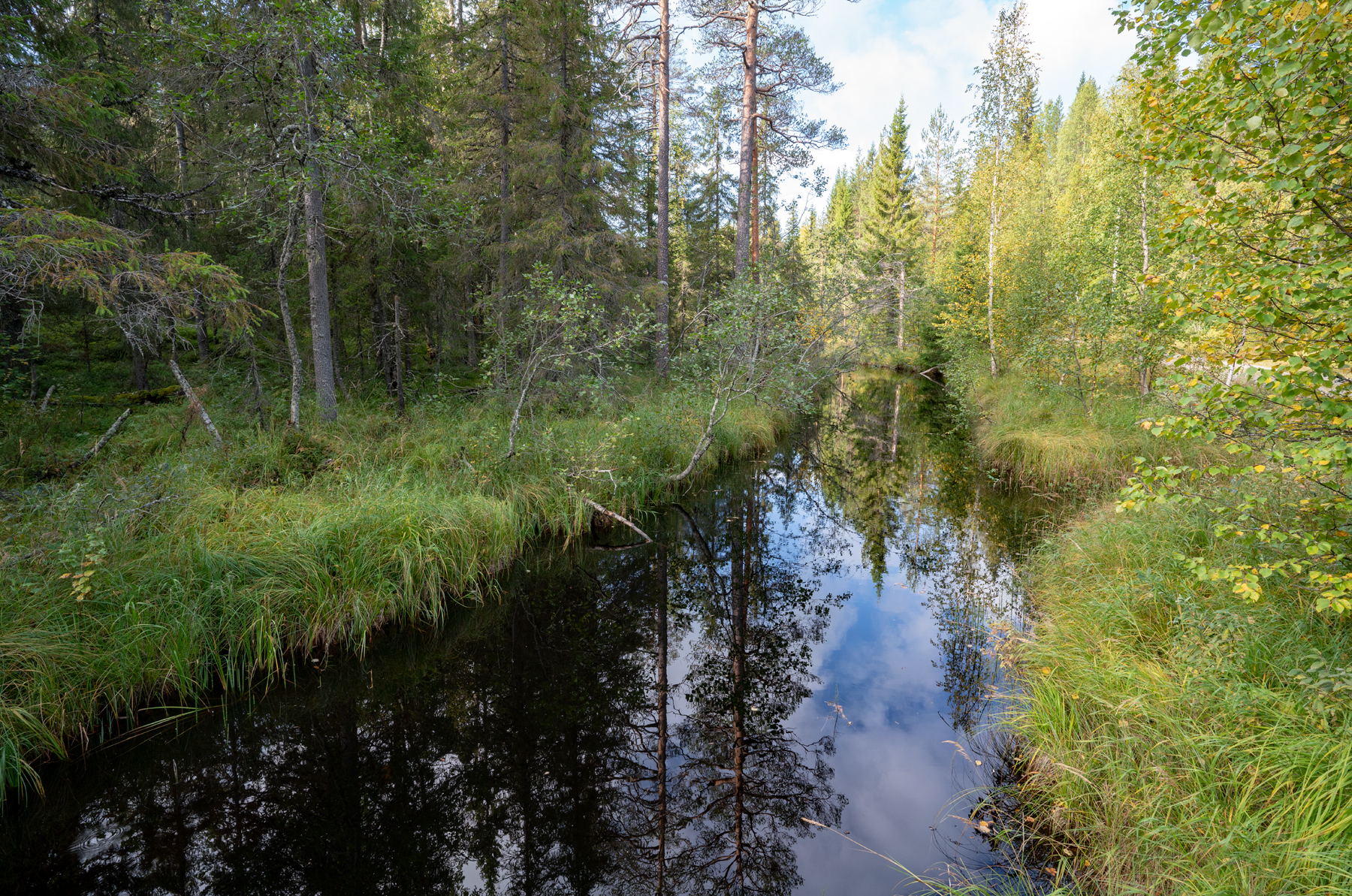
Svartsjöbäcken där den rinner genom Granlidens naturreservat.
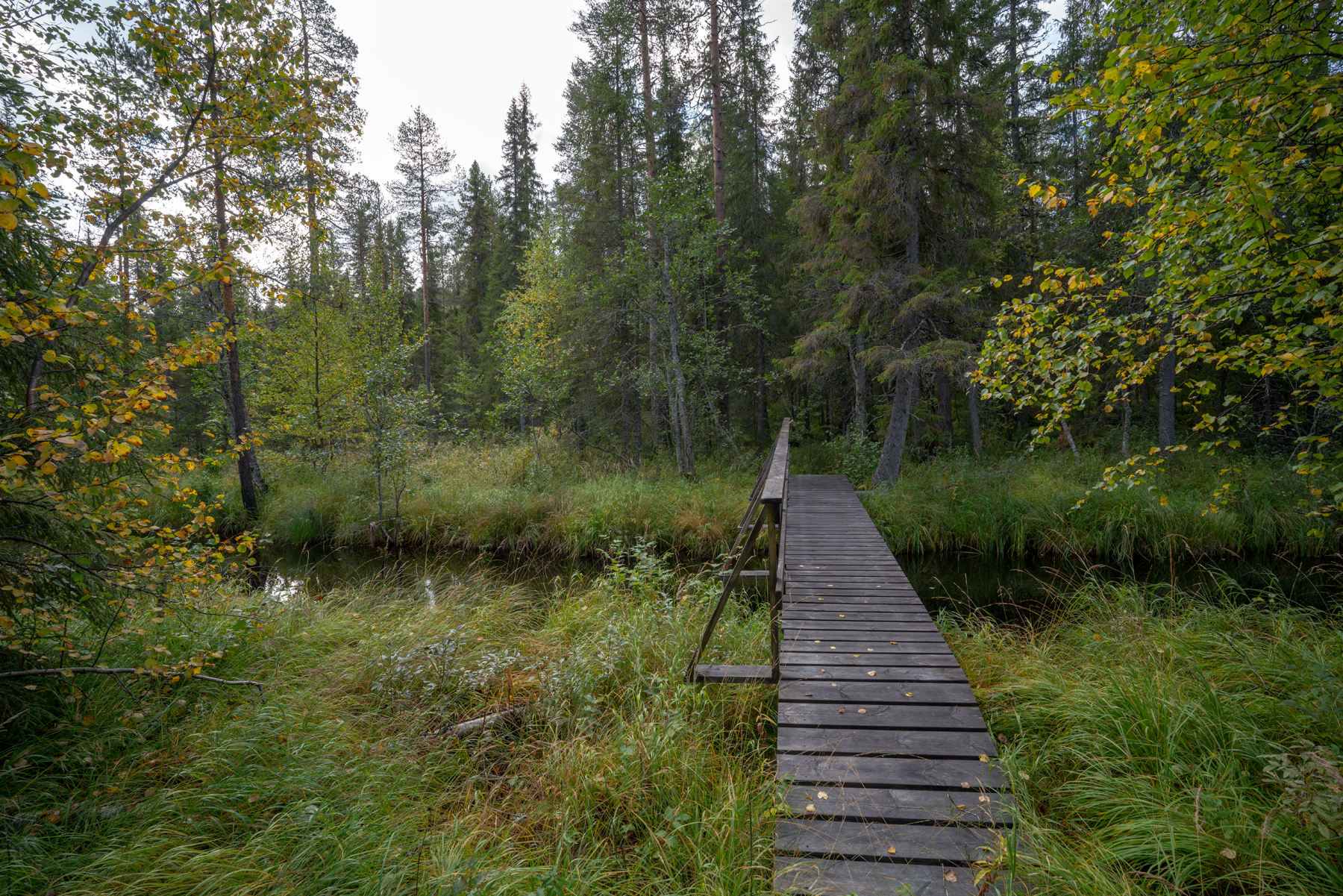
Bron över Svartsjöbäcken är entrén till det stiglösa reservatet.
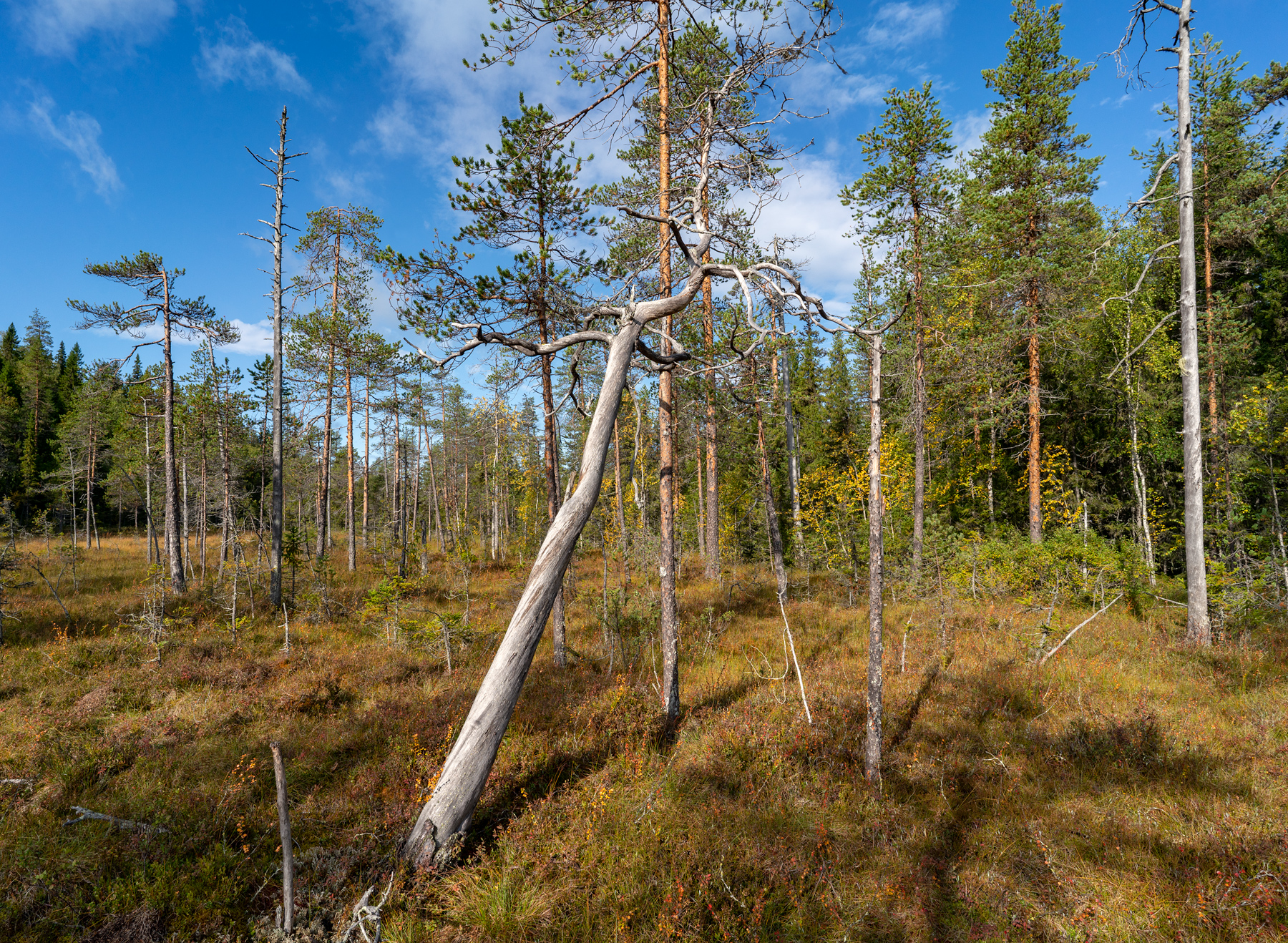
Myren mellan Svartsjöbäcken och berget Granliden.